# QV52
La tumba QV52 está situada en el Valle de las Reinas, en Tebas y fue construida para la reina Tyti, que posiblemente fue hija y esposa de Ramsés III y madre de Ramsés IV y Amenherjepeshef. Es menor que otras tumbas reales de la dinastía XX y sufrió daños por reutilizaciones posteriores. Fue descubierta por Belzoni en 1816, y al encontrarla saqueada decidió no profundizar en el estudio del Valle.

## Descripción

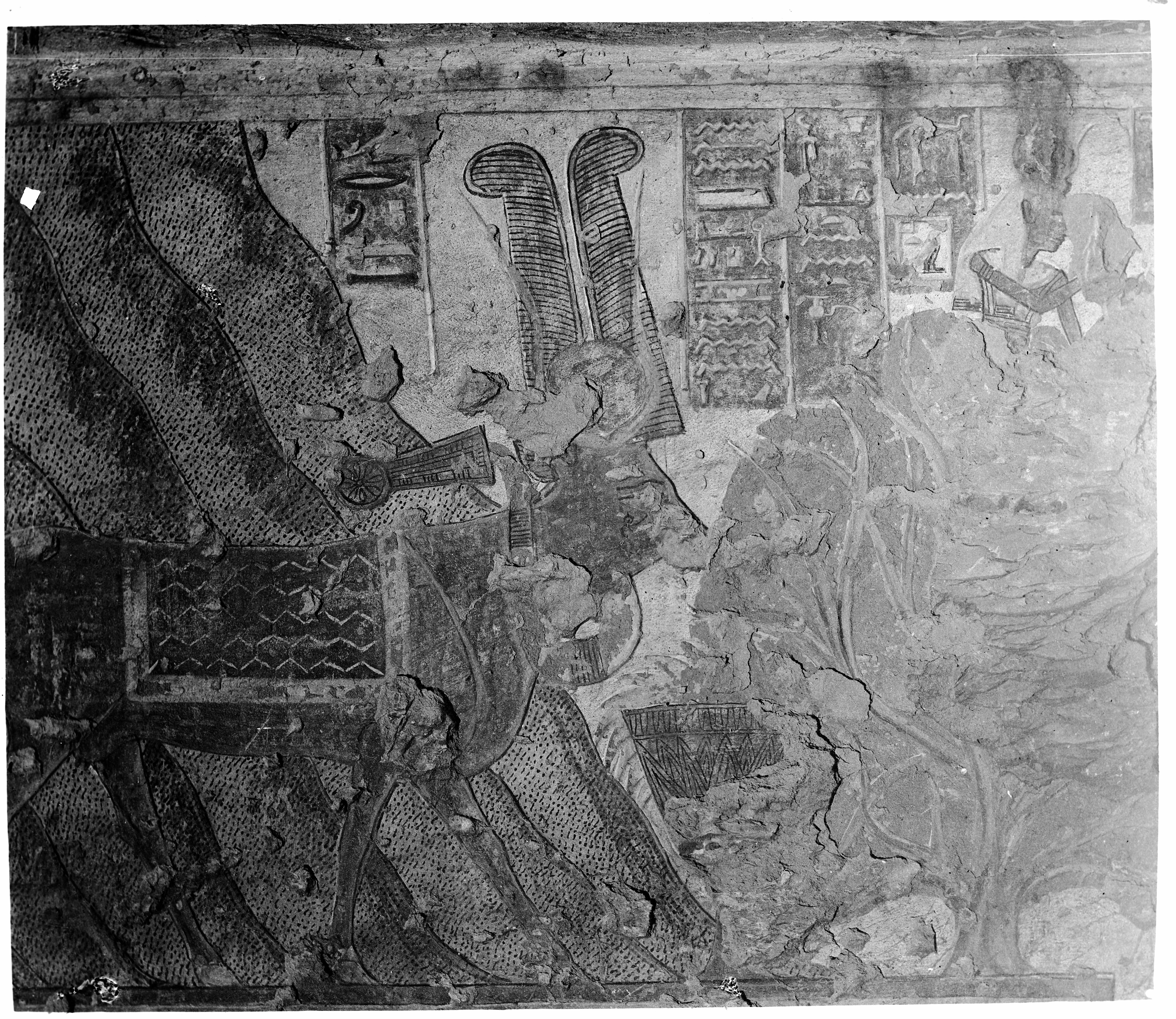
Representación mural de la tumba QV 52 de la reina Tyti, en el anexo oriental. La diosa Hathor se ve en su forma de vaca. Excavaciones de Schiaparelli, 1903.

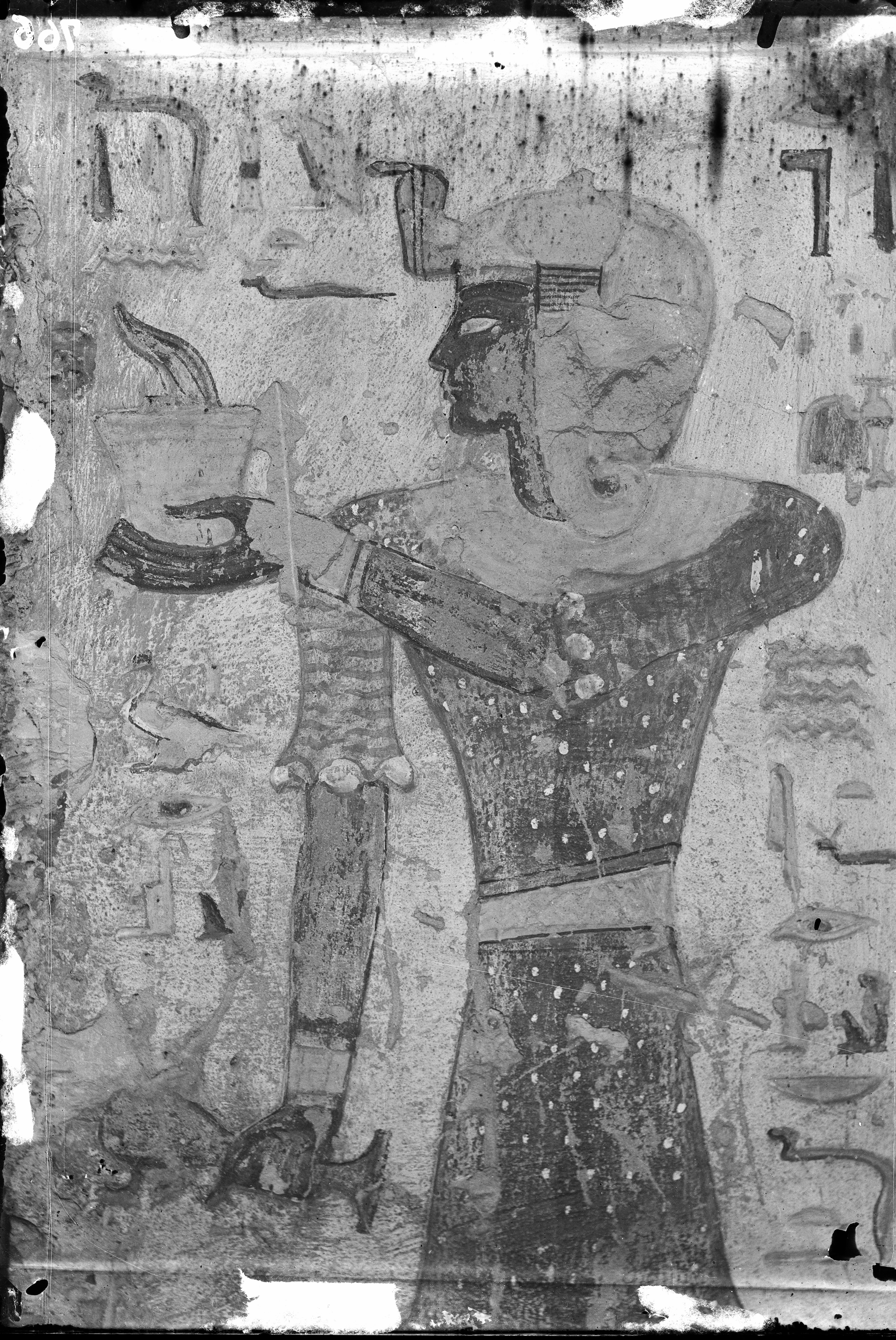
Muro a la izquierda de la entrada a la cámara funeraria, representando al dios Iunmutef, en el acto de hacer una libación. Excavaciones de Schiaparelli, 1903.

Esta tumba comparte características con la QV55 y la QV44. La entrada, en cuyas jambas figuran los títulos de Tyti, da paso a un corredor con pinturas muy dañadas, entre ellas una figura alada de Maat y la reina adorando a distintos dioses. Al final del corredor aparecen las diosas Neith y Selkis dando paso a la cámara funeraria, que está rodeada por otras tres salas. En la cámara, en la pared del fondo está la reina con un joven con cabeza de león y Anubis que protege la tumba, pinturas similares a las de la QV44. El techo está decorado con estrellas sobre un fondo dorado. En la pared de la izquierda hay varios animales bajo textos, y en la derecha están las figuras gravemente dañadas de los guardianes del umbral. 
A la izquierda hay una pequeña sala cuadrada, en cuyas paredes Tyti rinde culto a los hijos de Horus, y al fondo una pintura muy deteriorada muestra a Osiris. El suelo está hundido. 
La cámara de la derecha está mejor conservada, con chacales, una serpiente y un cocodrilo que vigila los vasos canopes, lo que indica que era el lugar donde se almacenó el ajuar funerario de la reina. La pared posterior muestra a Hathor como una vaca mientras Tyti adora un sicómoro, el árbol de la diosa. 
La tercera sala que rodea la cámara funeraria está al fondo, y también tiene algunas decoraciones bien conservadas que muestran figuras de Tyti en actitud de reverencia a distintos dioses.

Excavaciones de Schiaparelli, 1903-1905
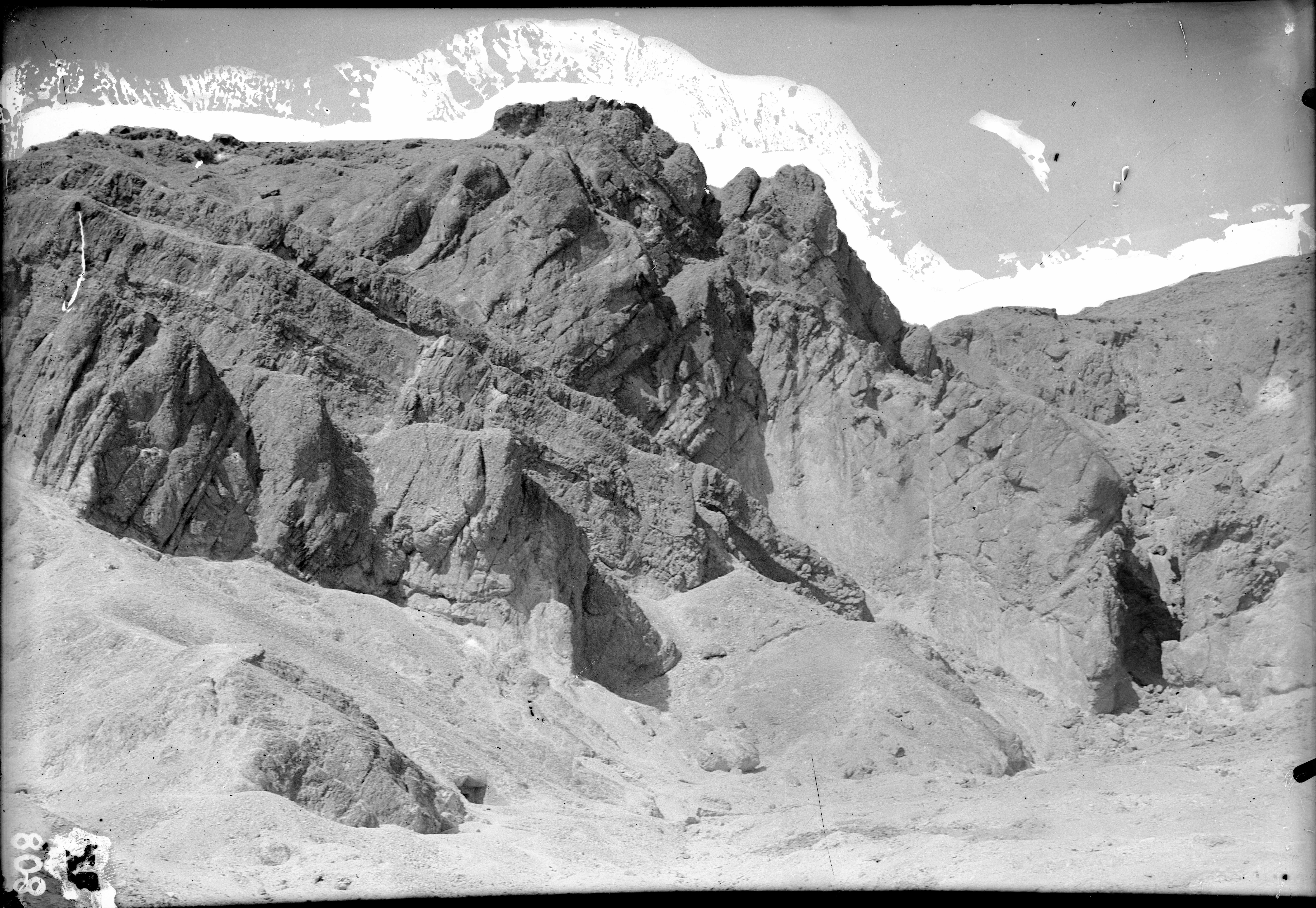
Vista de la parte final del Valle de las Reinas, al fondo se puede ver la entrada a la tumba QV52, de la reina Tyti.
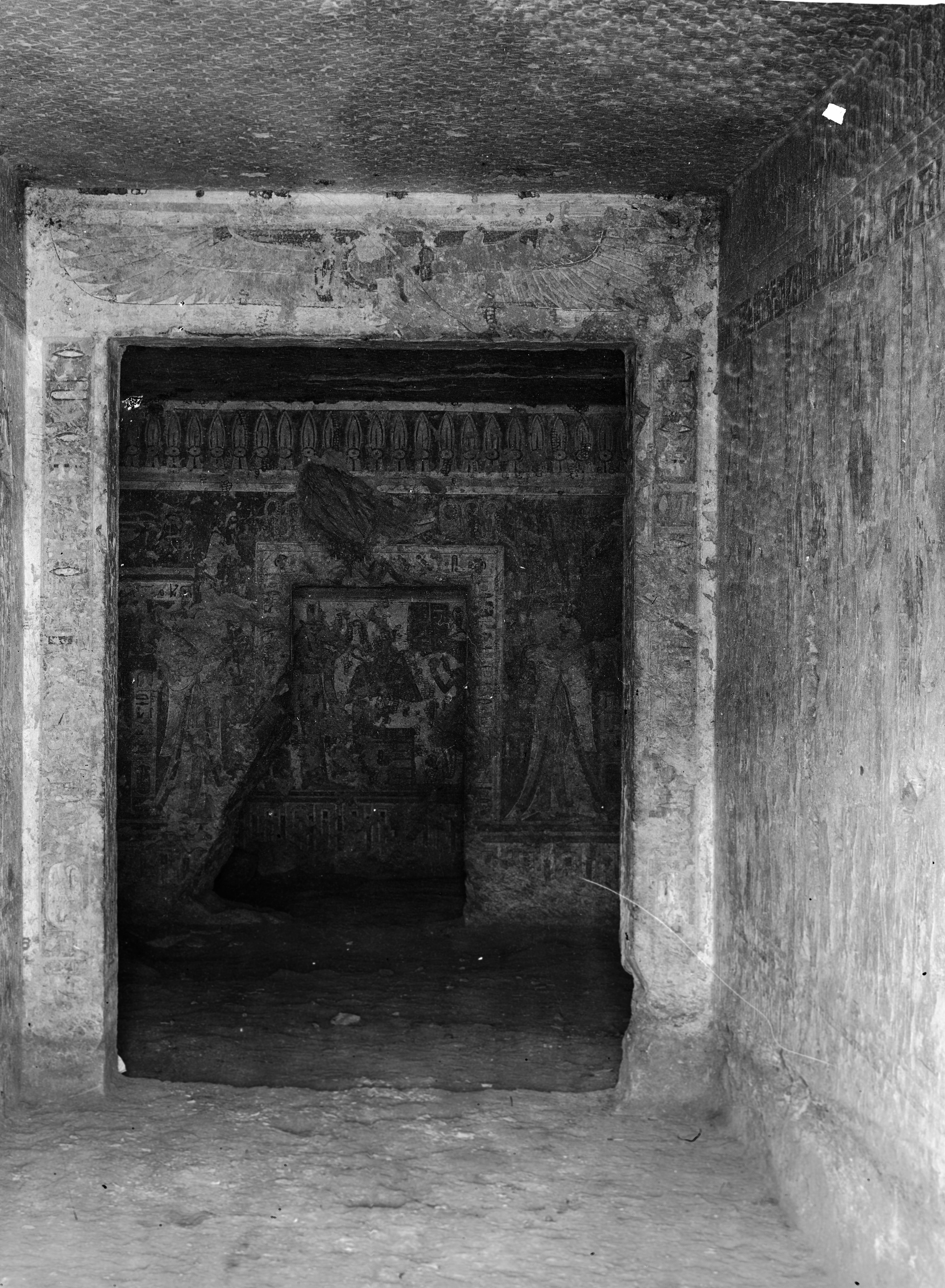
Pared posterior de la cámara funeraria de la tumba QV52, desde la que se accede al anexo trasero.
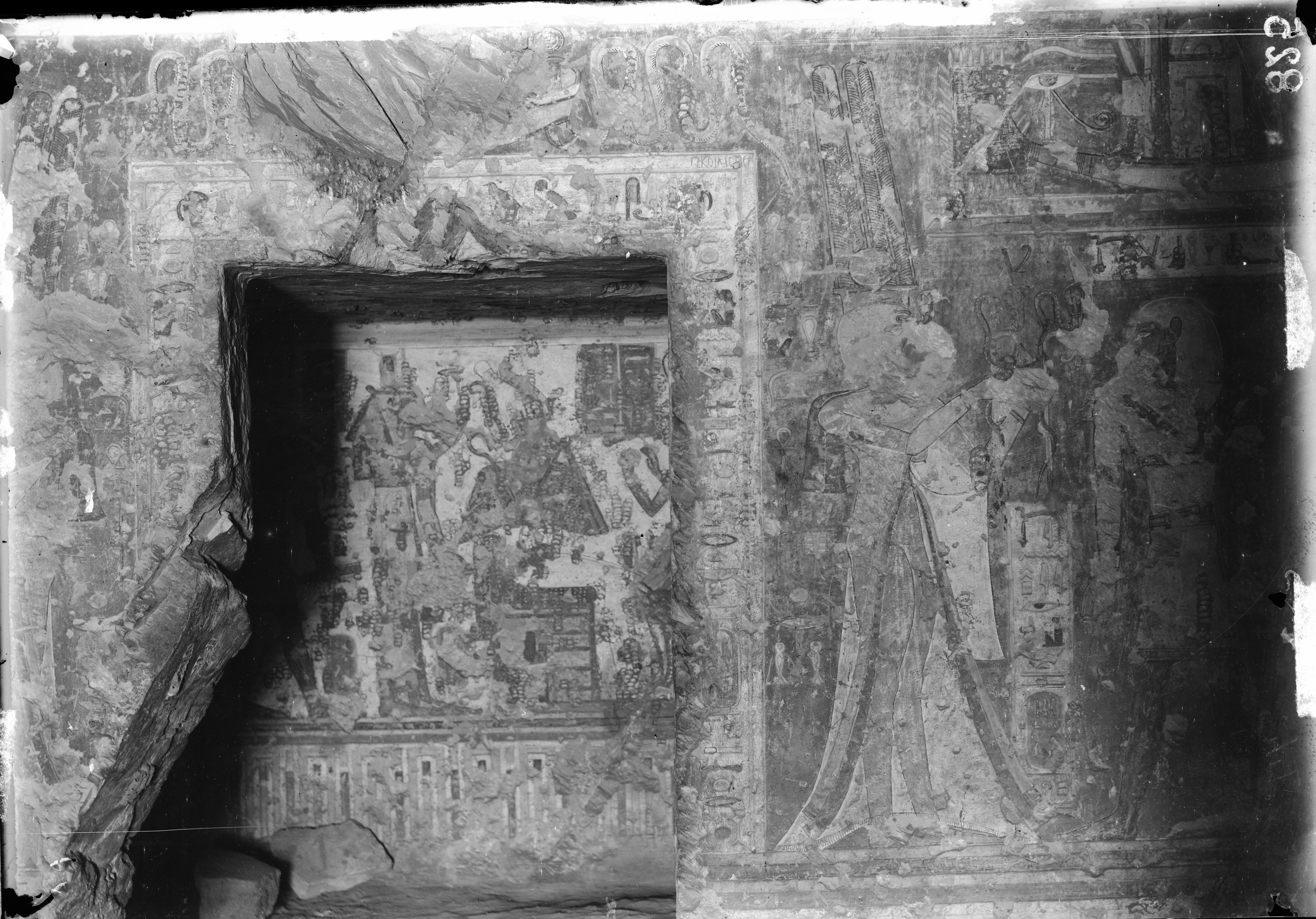
Pared posterior de la cámara funeraria, desde la que se accede al anexo trasero.